# Huta Ginjang (Sianjur Mula Mula)
Huta Ginjang is een bestuurslaag in het regentschap Samosir van de provincie Noord-Sumatra, Indonesië. Huta Ginjang telt 594 inwoners (volkstelling 2010).